# Campionato mondiale di beach soccer 2017
La FIFA Beach Soccer World Cup 2017 è stata la nona edizione del mondiale di beach soccer organizzata dalla FIFA. Per la quarta volta consecutiva il torneo si disputa a distanza di due anni dal precedente.
La competizione si è svolta dal 27 aprile al 7 maggio nella città di Nassau, nelle Bahamas.

## Nazione ospitante

### Prime candidature
Le candidature ufficialmente dichiarate furono dieci. In ordine alfabetico:
- Argentina
- Bahrein
- Guinea Equatoriale
- Estonia
- India
- Israele
- Messico
- Seychelles
- Sudafrica
- Turchia

### Seconde candidature
A causa di motivazione non rivelate la FIFA non ha scelto una candidata e il 6 marzo 2014 ha indotto delle seconde candidature.
Le candidature ufficialmente dichiarate furono dodici.
In ordine alfabetico:
- Argentina
- Bahamas
- Brasile
- Costa Rica
- Ecuador
- Egitto
- El Salvador
- Emirati Arabi Uniti
- Germania
- Isole Cayman
- Trinidad e Tobago
- Stati Uniti

### Scelta della sede
Il 19 dicembre 2014, la Commissione Esecutiva della FIFA annunciò che il torneo si sarebbe svolto nelle Bahamas.

## Squadre partecipanti
| Confederazione                                        | Torneo di qualificazione     | Qualificate                        |
| ----------------------------------------------------- | ---------------------------- | ---------------------------------- |
| AFC (Asia)                                            | Qualificazioni asiatiche     | Iran Emirati Arabi Uniti Giappone  |
| CAF (Africa)                                          | Qualificazioni africane      | Nigeria Senegal                    |
| CONCACAF (America Centrale, Settentrionale e Caraibi) | Qualificazioni nordamericane | Messico Panama                     |
| CONMEBOL (Sud America)                                | Qualificazioni sudamericane  | Brasile Ecuador Paraguay           |
| OFC (Oceania)                                         | Qualificazioni oceaniane     | Tahiti                             |
| UEFA (Europa)                                         | Qualificazioni europee       | Italia Polonia Portogallo Svizzera |
| Nazione ospitante                                     | Nazione ospitante            | Bahamas                            |

## Sorteggio
| 1ª urna                           | 2ª urna                       | 3ª urna                                     | 4ª urna                         |
| --------------------------------- | ----------------------------- | ------------------------------------------- | ------------------------------- |
| Bahamas Portogallo Brasile Italia | Iran Svizzera Tahiti Paraguay | Messico Polonia Senegal Emirati Arabi Uniti | Giappone Nigeria Ecuador Panama |

Il sorteggio ha determinato i quattro gruppi riportati qui di seguito.
| Gruppo A | Gruppo B | Gruppo C            | Gruppo D |
| -------- | -------- | ------------------- | -------- |
| Bahamas  | Italia   | Portogallo          | Brasile  |
| Svizzera | Iran     | Paraguay            | Tahiti   |
| Senegal  | Messico  | Emirati Arabi Uniti | Polonia  |
| Ecuador  | Nigeria  | Panama              | Giappone |

## Fase a gironi

### Girone A
| Pos. | Squadra  | Pt | G | V | V+ | P | GF | GS | DR  |
| ---- | -------- | -- | - | - | -- | - | -- | -- | --- |
| 1.   | Svizzera | 7  | 3 | 2 | 1  | 0 | 18 | 13 | +5  |
| 2.   | Senegal  | 6  | 3 | 2 | 0  | 1 | 25 | 7  | +18 |
| 3.   | Bahamas  | 3  | 3 | 1 | 0  | 2 | 7  | 14 | -7  |
| 4.   | Ecuador  | 0  | 3 | 0 | 0  | 3 | 6  | 22 | -16 |

| Arbitro: | Ebrahim Almansory |

|  |           |                                                                      |
|  | Marcatori | 6’, 17’ Diagne 7’, 9’, 21’ Barry 15’, 34’ Ndoye 24’ Diassy 25’ Balde |

| Arbitro: | Issam Bousbih |

|                           |           |                       |
| St. Fleur 1’ Christie 31’ | Marcatori | 6’ Ott 13’, 27’ Hodel |

| Arbitro: | Juan Angeles |

|                                                                       |           |                                                     |
| Mo Jaeggy 7’ Stankovic 8’, 15’, 33’ Ott 10’, 10’, 18’, 23’ Werder 10’ | Marcatori | 15’ Bailon 16’, 22’ Cedeno 21’ Delgado 23’ Gallegos |

| Arbitro: | Yuichi Hatano |

|                                                                              |           |                     |
| Sylla 1’ Balde 2’, 3’, 21’ Diagne 5’ Diassy 8’ Ndoye 26’, 30’ Diouf 34’, 34’ | Marcatori | 17’ (rig.) Christie |

| Arbitro: | Micke Palomino |

|                                                        |                      |                                                        |
| Hodel 4’ Stankovic 22’, 24’, 31’ Werder 28’ Spacca 39’ | Marcatori            | 2’ Fall 13’ Balde 18’, 32’ Diagne 25’ Ndoye 38’ N'Dour |
| Mo Hodel Stankovic                                     | Tiri di rigore 3 – 1 | Barry Diagne                                           |

| Arbitro: | Hugo Pado |

|                                            |           |             |
| Francois 19’ 33’ St.Fleur 22’ Williams 34’ | Marcatori | 29’ Moreira |

### Girone B
| Pos. | Squadra | Pt | G | V | V+ | P | GF | GS | DR  |
| ---- | ------- | -- | - | - | -- | - | -- | -- | --- |
| 1.   | Italia  | 9  | 3 | 3 | 0  | 0 | 25 | 11 | +14 |
| 2.   | Iran    | 4  | 3 | 1 | 1  | 1 | 11 | 11 | 0   |
| 3.   | Nigeria | 2  | 3 | 0 | 1  | 2 | 15 | 20 | -5  |
| 4.   | Messico | 0  | 3 | 0 | 0  | 3 | 7  | 16 | -9  |

| Arbitro: | Łukasz Ostrowski |

|                                        |           |                         |
| Hosseini 20’ Akbari 29’ Ahmadzadeh 31’ | Marcatori | 21’ Mosco 25’ Maldonado |

| Arbitro: | Miguel Lopez |

|                                                  |           |                                                                                            |
| Abu 2’, 28’, 35’ Godspower 6’ Tale 22’ Emeka 23’ | Marcatori | 2’, 31’, 31’ Palmacci 9’ Zurlo 19’, 21’, 23’, 29’, 29’, 32’ Gori 23’ Di Palma 35’ Chiavaro |

| Arbitro: | Ivo Moraes |

|                                                  |           |                                                   |
| Gori 8’, 26’ Corisiniti 29’ Ramacciotti 29’, 34’ | Marcatori | 9’ Akbari 11’ Ahmadzadeh 18’ Mesigar 36’ Mokhtari |

| Arbitro: | Sergio Filipe Gomes Soares |

|                                                          |           |                                               |
| Villa 8’ A. Rodriguez 15’ Maldonado 16’ (rig.) Mosco 39’ | Marcatori | 15’ Emeka 20’, 39’ Abu 35’ Tale 37’ Godspower |

| Arbitro: | Shao Liang |

|                                                                            |           |               |
| Di Palma 3’ Zurlo 17’ Palmacci 17’, 26’ Gori 20’, 24’, 31’ Ramacciotti 34’ | Marcatori | 35’ Maldonado |

| Arbitro: | Laurynas Arzuolaitis |

|                                                         |                      |                                     |
| Tale 15’ (rig.) Emmanuel 19’ Godspower 22’ Ibenegbu 33’ | Marcatori            | 8’, 21’ Ahmadzadeh 16’ 33’ Mokhtari |
| Tale Ibenegbu Ogodo                                     | Tiri di rigore 1 – 2 | Boulokbashi Nazem Akbari            |

### Girone C
| Pos. | Squadra             | Pt | G | V | V+ | P | GF | GS | DR  |
| ---- | ------------------- | -- | - | - | -- | - | -- | -- | --- |
| 1.   | Paraguay            | 6  | 3 | 2 | 0  | 1 | 12 | 8  | +4  |
| 2.   | Portogallo          | 5  | 3 | 1 | 1  | 1 | 12 | 6  | +6  |
| 3.   | Emirati Arabi Uniti | 4  | 3 | 1 | 1  | 1 | 6  | 6  | 0   |
| 4.   | Panama              | 0  | 3 | 0 | 0  | 3 | 4  | 14 | -10 |

| Arbitro: | Jelili Ogunmuyiwa |

|                                                                           |           |  |
| Torres 3’ Leo Martins 5’, 28’ Coimbra 6’ José Maria 13’, 32’ Belchior 31’ | Marcatori |  |

| Arbitro: | Ago Kaertmann |

|                               |           |                  |
| Haitham 5’, 12’ W. Beshir 25’ | Marcatori | 9’, 29’ Carballo |

| Arbitro: | Said Hachim |

|                                               |           |                          |
| Rolon 4’ Moran 16’ 31’ Lopez 16’ Carballo 27’ | Marcatori | 16’, 31’ Jordan 34’ Alan |

| Arbitro: | Pablo Cadenasso Martinez |

|                                  |                      |                                   |
| Galvez 2’ Arrocha 2’             | Marcatori            | 1’, 9’ Walid                      |
| R.Garcia Bultron E.Garcia Watson | Tiri di rigore 2 – 3 | Haitham W.Beshr A.Beshr Ali Karim |

| Arbitro: | Sofien Benchabane |

|                                                           |           |                      |
| Villaverde 1’ Benitez 5’ Zayas 10’ Carballo 25’ Moran 30’ | Marcatori | 9’ Watson 27’ Rangel |

| Arbitro: | Gonzalo Carballo Perez |

|               |           |                             |
| Ali Karim 36’ | Marcatori | 19’ Belchior 37’ Bruno Novo |

### Girone D
| Pos. | Squadra  | Pt | G | V | V+ | P | GF | GS | DR  |
| ---- | -------- | -- | - | - | -- | - | -- | -- | --- |
| 1.   | Brasile  | 9  | 3 | 3 | 0  | 0 | 20 | 8  | +12 |
| 2.   | Tahiti   | 6  | 3 | 2 | 0  | 1 | 13 | 11 | +2  |
| 3.   | Giappone | 3  | 3 | 1 | 0  | 2 | 15 | 17 | -2  |
| 4.   | Polonia  | 0  | 3 | 0 | 0  | 3 | 12 | 24 | -12 |

| Arbitro: | Mariano Romo |

|                                                                      |           |                                                |
| Goto 4’, 5’, 18’, 22’, 27’ Oba 16’ (rig.) Iino 22’ Yamauchi 23’, 30’ | Marcatori | 18’ Jesionowski 19’, 26’ Saganowski 36’ Ziober |

| Arbitro: | Gionni Matticoli |

|                                             |           |         |
| Filipe 5’ Bruno Xavier 7’ Catarino 13’, 29’ | Marcatori | 3’ Tepa |

| Arbitro: | Eduards Borisevics |

|                                                  |           |                       |
| Labaste 4’ Tavanae 26’ Tepa 28’ Li Fung Kuee 35’ | Marcatori | 26’, 31’, 34’ Akaguma |

| Arbitro: | Bakhtiyor Namazov |

|                                              |           |                                                                         |
| Jesionowski 3’ 34’ Saganowski 32’ 36’ (rig.) | Marcatori | 6’ Lucao 20’, 31’ Catarino 24’ Rodrigo 26’, 34’ Fernando 36’ Mauricinho |

| Arbitro: | Jorge Luis Martinez Pavon |

|                                                                           |           |                                                                   |
| Li Fung Kuee 2’, 36’ Tavanae 4’, 34’ Tepa 7’ Angel 12’ N.Bennett 13’, 18’ | Marcatori | 22’ Lenart 36’ (rig.) Kubiak 31’ (aut.) R.Bennett 34’ Jesionowski |

| Arbitro: | Jude Amin Utulu |

|                                                                                |           |                                      |
| Goto 4’ (aut.) Rodrigo 6’, 17’, 23’, 28’, 36’ Mauricinho 20’, 35’ Catarino 21’ | Marcatori | 10’ Oba 12’ Goto 22’ (aut.) Bokhinha |

## Fase a eliminazione diretta

### Tabellone
|  | Quarti di finale | Quarti di finale |               |        | Semifinali                | Semifinali                |  |  | Finale        | Finale |
|  |                  |                  |               |        |                           |                           |  |  |               |        |
|  | 4 maggio 2017    |                  |               |        |                           |                           |  |  |               |        |
|  |                  |                  |               |        |                           |                           |  |  |               |        |
|  | 1A Svizzera      | 3                |               |        |                           |                           |  |  |               |        |
|  | 1A Svizzera      | 3                | 6 maggio 2017 |        |                           |                           |  |  |               |        |
|  | 2B Iran          | 4                |               |        |                           |                           |  |  |               |        |
|  | 2B Iran          | 4                | Iran          | 2 (2)  |                           |                           |  |  |               |        |
|  | 4 maggio 2017    |                  | Iran          | 2 (2)  |                           |                           |  |  |               |        |
|  |                  | Tahiti (dtr)     | 2 (3)         |        |                           |                           |  |  |               |        |
|  | 1C Paraguay      | Tahiti (dtr)     | 2 (3)         | 4      |                           |                           |  |  |               |        |
|  | 1C Paraguay      |                  | 7 maggio 2017 | 4      |                           |                           |  |  |               |        |
|  | 2D Tahiti        | 6                |               |        |                           |                           |  |  |               |        |
|  | 2D Tahiti        | 6                | Tahiti        | 0      |                           |                           |  |  |               |        |
|  | 4 maggio 2017    |                  | Tahiti        | 0      |                           |                           |  |  |               |        |
|  |                  | Brasile          | 6             |        |                           |                           |  |  |               |        |
|  | 1B Italia        | Brasile          | 6             | 5      |                           |                           |  |  |               |        |
|  | 1B Italia        | 6 maggio 2017    |               | 5      |                           |                           |  |  |               |        |
|  | 2A Senegal       | 1                |               |        |                           |                           |  |  |               |        |
|  | 2A Senegal       | 1                | Italia        | 4      | Finale per il terzo posto | Finale per il terzo posto |  |  |               |        |
|  | 4 maggio 2017    |                  | Italia        | 4      | Finale per il terzo posto | Finale per il terzo posto |  |  |               |        |
|  |                  | Brasile          | 8             |        |                           |                           |  |  |               |        |
|  | 1D Brasile       | Brasile          | 8             | 4      | Iran                      | 5                         |  |  |               |        |
|  | 1D Brasile       |                  |               | 4      | Iran                      | 5                         |  |  |               |        |
|  | 2C Portogallo    | 3                |               | Italia | 3                         |                           |  |  |               |        |
|  | 2C Portogallo    | 3                |               |        | 3                         |                           |  |  |               |        |
|  |                  |                  |               |        |                           |                           |  |  | 7 maggio 2017 |        |
|  |                  |                  |               |        |                           |                           |  |  |               |        |

### Quarti di finale
| Arbitro: | Laurynas Arzuolaitis |

|                                        |           |                                                                   |
| Fernandez 15’ Moran 18’, 24’ Zayas 36’ | Marcatori | 9’ Jo 12’ N. Bennett 19’ Taiarui 29’ Labaste 36’ Tavanae 36’ Tepa |

| Arbitro: | Bakhtiyor Namazov |

|                                                 |           |                           |
| Catarino 1’ Datinha 19’ (rig.), 21’ Rodrigo 34’ | Marcatori | 1’ Torres 12’, 30’ Jordan |

| Arbitro: | Gionni Matticoli |

|                              |           |                                           |
| Stankovic 17’ Hodel 18’, 23’ | Marcatori | 4’, 14’ Ahmadzadeh 36’ Nazem 39’ Mokhtari |

| Arbitro: | Mariano Romo |

|                                                            |           |                  |
| Gori 2’ (rig.), 23’, 27’ (rig.) Marrucci 21’ Frainetti 25’ | Marcatori | 34’ (rig.) Balde |

### Semifinali
| Arbitro: | Eduards Borisevics |

|                                                                     |                      |                                               |
| Nazem 19’                                                           | Marcatori            | 32’ Tepa                                      |
| A. Nazem M. Mokhtari A. Akbari M. Ahmadzadeh M. Kiani H. Behzadpour | Tiri di rigore 2 – 3 | Bennett Teriitau Li Fung Kuee Labaste Tepa Mo |

| Arbitro: | Said Hachim |

|                                                           |           |                                                                               |
| Marrucci 2’ Ramacciotti 9’ Gori 26’ (rig.) Corosiniti 26’ | Marcatori | 2’, 15’, 19’ Mauricinho 9’ Rodrigo 12’ Catarino 17’ Lucão 22’ Mão 26’ Bokinha |

### Finale 3º posto
| Arbitro: | Ivo Moraes |

|                                                         |           |                               |
| Ahmadzadeh 3’, 14’, 36’ (rig.) Mokhtari 19’ Mesigar 30’ | Marcatori | 26’, 29’ Gori 33’ Ramacciotti |

### Finale
| Arbitro: | Bakhtiyor Namazov |

|  |           |                                                            |
|  | Marcatori | 1’, 18’ Mauricinho 7’ Datinha 30’ Catarino 32’, 33’ Daniel |

## Campione
| Campione del Mondo di beach soccer 2017 Brasile 14º titolo |

## Statistiche

### Classifica marcatori
17 goal
- Gabriele Gori

9 goal
- Mohammad Ahmadzadeh
- Rodrigo Costa

8 goal
- Mauricinho
- Catarino

7 goal
- Dejan Stankovic

6 goal
- Ibrahima Balde
- Takasuke Goto

5 goal
4 goal
- Boguslaw Saganowski
- Heiarii Tavanae
- Jordan Santos
- Jakub Jesionowski
- Carlos Carballo

3 goal
- Ramon Maldonado
- Naea Bennett
- Godspower Igudia
- Victor Tale
- Takuya Akaguma
- Hamidou Barry
- Raimana Li Fung Kuee
- Datinha

2 goal
- Gavin Christie
- Haitham Mohamed
- Emeka Ogbonna
- Walid Mohammad
- Ze Maria
- Orlando Zayas
- Matteo Marrucci
- Daniel
- Lucao
- Francesco Corosiniti
- Bruno Torres
- Belchior
- Daniel Cedeno
- Hamad Diouf
- Takaaki Oba
- Benjamin Mosco
- Lansana Diassy
- Nicola Werder
- Jean Francois
- Michele Di Palma
- Ali Nazem
- Leo Martins
- Lesly St. Fleur
- Moslem Mesigar
- Shusei Yamauchi
- Tearii Labaste
- Emmanuele Zurlo
- Amir Akbari

1 goal
- Abdiel Villa
- Bruno Xavier
- Mo Jaeggy
- Fernando
- Joffre Delgado
- Konrad Kubiak
- Pascual Galvez
- Kyle Williams
- Witold Ziober
- Cristhian Gallegos
- Segundo Moreira
- Jorge Bailon
- Julio Watson
- Filipe
- Angelo Tchen
- Heimanu Taiarui
- Justo Arrocha
- Coimbra
- Emmanuel Ohwoferia
- Gilberto Rangel
- Mão
- Jonathan Torohia
- Babacar Fall
- Juan Lopez
- Bokinha
- Jesus Rolon
- Sandro Spaccarotella
- Tomasz Lenart
- Ali Karim
- Ivan Fernandez
- Waleed Beshr
- Alan Cavalcanti
- Sergio Villaverde
- Alessio Frainetti
- Gustavo Benitez
- Bruno Novo
- Papa Ndour
- Peyman Hosseini
- Bartholomew Ibenegbu
- Mamadou Sylla
- Alfioluca Chiavaro
- Tomoyuki Iino
- Angel Rodriguez

Auto goal
- Raimoana Bennett (vs. Polonia)
- Takasuke Goto (vs. Brasile)
- Bokhinha (vs. Giappone)

### Premi
| adidas Golden Ball   | adidas Silver Ball   | adidas Bronze Ball   |
| -------------------- | -------------------- | -------------------- |
| Mohammad Ahmadzadeh  | Mauricinho           | Datinha              |
| adidas Golden Scorer | adidas Silver Scorer | adidas Bronze Scorer |
| Gabriele Gori        | Rodrigo Costa        | Mohammad Ahmadzadeh  |
| 17 goal              | 9 goal               | 9 goal               |
| adidas Golden Glove  |                      |                      |
| Peyman Hosseini      |                      |                      |
| FIFA Fair Play Award |                      |                      |
| Brasile              |                      |                      |